# Kylesku Bridge
Die Kylesku Bridge, offiziell: schottisch-gälisch Drochaid a’ Chaolais Chumhaing, ist eine Straßenbrücke zwischen den schottischen Weilern Kylesku und Kylestrome in der Council Area Highland. 2019 wurde die Brücke in die schottischen Denkmallisten in der höchsten Denkmalkategorie A aufgenommen.

## Geschichte
Bereits im frühen 19. Jahrhundert wurde die verkehrsinfratrukturelle Anbindung der ländlichen Regionen der schottischen Highlands vorangetrieben. Insbesondere Thomas Telford trat hier als Konstrukteur zahlreicher Brücken und Verkehrswege hervor. Nachdem in den 1960er Jahren die Verkehrswege am Rande des Central Belts ausgebaut wurden, in dieser Phase entstanden unter anderem die Cromarty Bridge, die Erskine Bridge sowie die Forth Road Bridge und die Tay Road Bridge, wurde in der Folge der Fokus auf die Highlands gelegt. Nahe dem Standort der Kyelsku Bridge bestand seit dem frühen 19. Jahrhundert eine Fährverbindung, die zunächst mit Ruderbooten ausgeführt wurde. In den 1920er und 1930er Jahren wurden dann Fährschiffe eingesetzt, die auch einzelne Fahrzeuge zu transportieren vermochten. Mit der 1975 eingeführten RoRo-Fähre Maid of Glencoul konnte erstmals auch der Schwerlastverkehr auf der wichtigen, in diesem Abschnitt durch die A894 gebildeten Nord-Süd-Verbindung entlang der Westküste durch die Northwest Highlands zwischen Ullapool und Durness bedient werden. Die Fährverbindung bedeutete eine Wegersparnis von rund 178 Kilometern.
Die Ausschreibung zum Bau der Kylesku Bridge gewann das Büro Ove Arup and Partners. Im Juli 1978 begannen erste vorbereitende Baumaßnahmen. Mit dem Brückenbau wurde die Morrison Construction Ltd. in Zusammenarbeit mit Lehane, McKenzie and Shand betraut. Die Baukosten wurden auf 2,75 Mio. £ (2025: 11.214.654 £) veranschlagt. Die Kylesku Bridge wurde im Juli 1984 nach 102-wöchiger Bauzeit fertiggestellt und am 8. August desselben Jahres zeremoniell durch Königin Elisabeth II. für den Verkehr freigegeben. Insbesondere aufgrund der widrigen Witterungsbedingungen hatten sich die Baukosten mit 5,3 Mio. £ (2025: 18.124.353 £) beinahe verdoppelt.
Zwischen 1984 und 1988 erhielt die Brücke vier Auszeichnungen: den Scottish Award for Civil Engineering Construction (1984), den Concrete Society Award (1985), den Scottish Civic Trust Award (1986) und den Annual Award of the Association for the Protection of Rural Scotland. Im Zuge der Verleihung des Denkmalstatus wurde die gälische Bezeichnung Drochaid a’ Chaolais Chumhaing zum offiziellen Namen der Kylesku Bridge.

## Beschreibung
Die Kylesku Bridge liegt in der dünnbesiedelten Region Assynt der traditionellen Grafschaft Sutherland. Sie überspannt den Caolas Cumhann, eine schmale Einschnürung am Kopf des Meeresarms Loch a’ Chàirn Bhàin, welche den Loch Glendhu und den Loch Glencoul abtrennt, zwischen den Weilern Kylesku im Südosten und Kylestrome im Nordwesten. Die Brücke führt auf die kleine einstige Insel Garbh Eilean, die heute über einen Damm mit dem Festland verbunden ist. Zur Förderung des Einklangs mit der umgebenden Landschaft ist das Brückendeck in einer leichten Kurve geführt. Das Deck der 276 Meter langen Hohlkastenbrücke aus Spannbeton teilt sich in drei Felder, ein mittleres von 132 Metern Länge und zwei äußere von jeweils 72 Metern Länge. Die gepaarten Pfeiler gründen an beiden Ufern auf Betonfundamenten an Land und fächern V-förmig zu einer Spreizweite von 32 Metern an den Lagern auf. An der Westseite der Fahrbahn ist ein Fußgängerweg geführt. Die Kylesku Bridge ist mit beidseitigen Aluminiumbrüstungen ausgeführt. Die lichte Höhe beträgt 24 Meter.